# Fußball-Regionalliga 2004-2005
La Regionalliga 2004-2005 è la 11ª edizione del campionato di calcio tedesco di terza divisione ad avere questa denominazione.

## Stagione
La stagione 2004-2005 di Regionalliga si concluse con la promozione di Eintracht Braunschweig, Paderborn, Kickers Offenbach e Siegen in 2. Bundesliga.

## Regionalliga nord

### Squadre partecipanti
| Club                   | Stagione | Città        | Stadio                                                                    | Stagione precedente                |
| ---------------------- | -------- | ------------ | ------------------------------------------------------------------------- | ---------------------------------- |
| Amburgo II             | dettagli | Amburgo      | AOL Arena Wolfgang-Meyer-Sportanlage                                      | 9° in Regionalliga nord            |
| Arminia Bielefeld II   | dettagli | Bielefeld    | Stadion Brackwede                                                         | 1° in Oberliga Westfalia           |
| Borussia Dortmund II   | dettagli | Dortmund     | Stadio Rote Erde Westfalenstadion                                         | 10° in Regionalliga nord           |
| Chemnitz               | dettagli | Chemnitz     | Stadion an der Gellertstraße                                              | 11° in Regionalliga nord           |
| Colonia II             | dettagli | Colonia      | Südstadion                                                                | 14° in Regionalliga nord           |
| Eintracht Braunschweig | dettagli | Braunschweig | Stadion an der Hamburger Straße                                           | 6° in Regionalliga nord            |
| Fortuna Düsseldorf     | dettagli | Düsseldorf   | LTU Arena Paul-Janes-Stadion                                              | 1° in Oberliga Renania             |
| Hertha Berlino II      | dettagli | Berlino      | Friedrich-Ludwig-Jahn-Sportpark Stadio Olimpico Stadion auf dem Wurfplatz | 1° in Oberliga nordest, girone sud |
| Holstein Kiel          | dettagli | Kiel         | Holstein-Stadion                                                          | 12° in Regionalliga nord           |
| Lubecca                | dettagli | Lubecca      | Stadion an der Lohmühle                                                   | 15° in 2. Bundesliga               |
| Osnabrück              | dettagli | Osnabrück    | Osnatel Arena                                                             | 18° in 2. Bundesliga               |
| Paderborn              | dettagli | Paderborn    | Hermann-Löns-Stadion                                                      | 3° in Regionalliga nord            |
| Preußen Münster        | dettagli | Münster      | Preußenstadion                                                            | 13° in Regionalliga nord           |
| St. Pauli              | dettagli | Amburgo      | Millerntor-Stadion                                                        | 8° in Regionalliga nord            |
| Uerdingen 05           | dettagli | Krefeld      | Grotenburg Stadion                                                        | 7° in Regionalliga nord            |
| Union Berlino          | dettagli | Berlino      | Stadio An der Alten Försterei                                             | 17° in 2. Bundesliga               |
| Werder Brema II        | dettagli | Brema        | Weserstadion Weserstadion - Platz 11                                      | 5° in Regionalliga nord            |
| Wolfsburg II           | dettagli | Wolfsburg    | VfL-Stadion am Elsterweg                                                  | 1° in Oberliga nord                |
| Wuppertal              | dettagli | Wuppertal    | Stadion am Zoo                                                            | 4° in Regionalliga nord            |

### Classifica finale
|  | Pos. | Squadra                | Pt | G  | V  | N  | P  | GF | GS | DR  |
|  | ---- | ---------------------- | -- | -- | -- | -- | -- | -- | -- | --- |
|  | 1.   | Eintracht Braunschweig | 70 | 36 | 20 | 10 | 6  | 59 | 35 | +24 |
|  | 2.   | Paderborn              | 70 | 36 | 20 | 10 | 6  | 63 | 40 | +23 |
|  | 3.   | Lubecca                | 69 | 36 | 20 | 9  | 7  | 62 | 40 | +22 |
|  | 4.   | Osnabrück              | 67 | 36 | 18 | 13 | 5  | 67 | 44 | +23 |
|  | 5.   | Wuppertal              | 54 | 36 | 15 | 9  | 12 | 46 | 48 | -2  |
|  | 6.   | Amburgo II             | 53 | 36 | 16 | 5  | 15 | 49 | 48 | +1  |
|  | 7.   | St. Pauli              | 52 | 36 | 13 | 13 | 10 | 43 | 39 | +4  |
|  | 8.   | Fortuna Düsseldorf     | 49 | 36 | 12 | 13 | 11 | 46 | 42 | +4  |
|  | 9.   | Uerdingen 05           | 49 | 36 | 13 | 10 | 13 | 43 | 50 | -7  |
|  | 10.  | Holstein Kiel          | 48 | 36 | 14 | 6  | 16 | 54 | 46 | +8  |
|  | 11.  | Preußen Münster        | 46 | 36 | 12 | 10 | 14 | 52 | 58 | -6  |
|  | 12.  | Colonia II             | 46 | 36 | 12 | 10 | 14 | 58 | 65 | -7  |
|  | 13.  | Hertha Berlino II      | 44 | 36 | 12 | 11 | 13 | 55 | 57 | -2  |
|  | 14.  | Werder Brema II        | 42 | 36 | 11 | 9  | 16 | 48 | 57 | -9  |
|  | 15.  | Chemnitz               | 40 | 36 | 10 | 10 | 16 | 33 | 38 | -5  |
|  | 16.  | Borussia Dortmund II   | 40 | 36 | 10 | 10 | 16 | 57 | 64 | -7  |
|  | 17.  | Wolfsburg II           | 33 | 36 | 7  | 13 | 16 | 37 | 58 | -21 |
|  | 18.  | Arminia Bielefeld II   | 29 | 36 | 7  | 8  | 21 | 50 | 83 | -33 |
|  | 19.  | Union Berlino          | 27 | 36 | 6  | 9  | 21 | 32 | 50 | -18 |

Legenda:
      Promosso in 2. Bundesliga 2005-2006.
      Retrocessi in Oberliga 2005-2006.
Regolamento:
Tre punti a vittoria, uno a pareggio, zero a sconfitta.
In caso di arrivo di due o più squadre a pari punti, la graduatoria finale verrà stilata secondo la classifica avulsa tra le squadre interessate che prevede, in ordine, i seguenti criteri:
- Punti negli scontri diretti
- Differenza reti negli scontri diretti
- Differenza reti generale
- Reti realizzate in generale
- Sorteggio

### Tabellone
Ogni riga indica i risultati casalinghi della squadra segnata a inizio della riga, contro le squadre segnate colonna per colonna (che invece avranno giocato l'incontro in trasferta). Al contrario, leggendo la colonna di una squadra si avranno i risultati ottenuti dalla stessa in trasferta, contro le squadre segnate in ogni riga, che invece avranno giocato l'incontro in casa.
|                        | Amb  | Arm  | Bor  | Che  | Col  | Ein  | For  | Her  | Hol  | Lub  | Osn  | Pad  | Pre  | St.  | Uer  | Uni  | Wer  | Wol  | Wup  |
| ---------------------- | ---- | ---- | ---- | ---- | ---- | ---- | ---- | ---- | ---- | ---- | ---- | ---- | ---- | ---- | ---- | ---- | ---- | ---- | ---- |
| Amburgo II             | –––– | 0-2  | 3-1  | 2-0  | 2-0  | 1-2  | 0-1  | 0-4  | 1-1  | 0-2  | 0-1  | 0-1  | 1-0  | 1-0  | 3-0  | 3-2  | 0-1  | 0-1  | 1-1  |
| Arminia Bielefeld II   | 3-4  | –––– | 1-4  | 4-3  | 4-1  | 0-1  | 2-2  | 0-1  | 1-2  | 1-1  | 1-3  | 2-3  | 2-3  | 1-4  | 4-1  | 2-1  | 3-1  | 1-1  | 2-2  |
| Borussia Dortmund II   | 1-2  | 1-1  | –––– | 1-1  | 0-2  | 0-2  | 1-1  | 4-2  | 0-2  | 0-2  | 2-1  | 6-0  | 1-2  | 1-1  | 1-0  | 1-0  | 2-4  | 3-1  | 0-2  |
| Chemnitz               | 0-1  | 5-1  | 3-1  | –––– | 0-1  | 0-1  | 2-1  | 1-0  | 1-0  | 0-1  | 0-2  | 0-0  | 0-0  | 2-0  | 0-0  | 1-0  | 0-0  | 2-0  | 0-2  |
| Colonia II             | 2-1  | 1-1  | 5-3  | 2-2  | –––– | 1-1  | 1-1  | 4-1  | 3-2  | 3-0  | 1-1  | 0-0  | 1-2  | 2-1  | 1-1  | 2-0  | 2-3  | 1-4  | 1-1  |
| Eintracht Braunschweig | 3-1  | 3-2  | 0-0  | 2-1  | 1-1  | –––– | 0-2  | 1-0  | 1-0  | 6-2  | 1-1  | 1-1  | 3-1  | 1-0  | 2-0  | 1-0  | 3-1  | 3-1  | 0-0  |
| Fortuna Düsseldorf     | 2-3  | 3-1  | 1-1  | 1-0  | 0-2  | 3-1  | –––– | 0-0  | 0-2  | 2-2  | 2-2  | 1-1  | 2-0  | 3-0  | 0-1  | 2-0  | 1-3  | 0-0  | 2-0  |
| Hertha Berlino II      | 2-2  | 6-0  | 1-1  | 2-1  | 4-3  | 0-1  | 0-2  | –––– | 2-2  | 1-2  | 1-1  | 2-4  | 1-1  | 1-1  | 1-0  | 1-1  | 2-0  | 3-0  | 4-1  |
| Holstein Kiel          | 0-2  | 4-0  | 3-1  | 3-1  | 2-1  | 3-0  | 2-1  | 1-2  | –––– | 1-1  | 0-1  | 0-1  | 3-1  | 0-2  | 5-0  | 2-0  | 3-2  | 1-1  | 1-2  |
| Lubecca                | 3-1  | 3-2  | 3-2  | 2-0  | 5-0  | 2-2  | 0-1  | 2-0  | 1-0  | –––– | 0-1  | 1-1  | 3-0  | 2-0  | 2-0  | 2-0  | 2-1  | 4-0  | 3-1  |
| Osnabrück              | 1-1  | 2-2  | 1-1  | 2-3  | 4-0  | 3-2  | 4-0  | 1-1  | 3-2  | 0-2  | –––– | 1-0  | 0-0  | 2-2  | 1-3  | 1-0  | 2-1  | 2-2  | 4-3  |
| Paderborn              | 0-2  | 3-0  | 1-0  | 0-0  | 3-1  | 1-3  | 4-3  | 4-2  | 5-1  | 4-1  | 2-1  | –––– | 3-2  | 0-3  | 3-0  | 2-0  | 3-1  | 1-1  | 1-0  |
| Preussen Münster       | 1-4  | 2-0  | 5-5  | 1-0  | 4-1  | 0-5  | 1-0  | 2-5  | 1-0  | 1-2  | 2-2  | 3-3  | –––– | 2-0  | 1-2  | 0-0  | 0-0  | 3-0  | 4-1  |
| St. Pauli              | 1-0  | 2-1  | 0-0  | 0-0  | 2-0  | 2-1  | 2-1  | 1-1  | 1-1  | 1-1  | 2-3  | 1-0  | 3-2  | –––– | 2-2  | 1-0  | 0-1  | 2-1  | 1-1  |
| Uerdingen              | 3-0  | 4-0  | 6-1  | 0-3  | 2-3  | 2-2  | 1-1  | 2-1  | 1-0  | 0-0  | 1-4  | 0-0  | 1-3  | 1-0  | –––– | 0-2  | 2-1  | 1-0  | 1-1  |
| Union Berlino          | 1-2  | 2-0  | 1-3  | 1-1  | 3-1  | 1-2  | 1-2  | 3-4  | 0-0  | 0-0  | 1-1  | 0-2  | 1-0  | 0-0  | 1-1  | –––– | 2-1  | 2-2  | 4-2  |
| Werder Brema II        | 1-2  | 3-1  | 2-4  | 0-0  | 2-2  | 1-1  | 1-1  | 4-2  | 1-4  | 2-1  | 1-3  | 0-1  | 1-1  | 2-2  | 0-0  | 2-1  | –––– | 2-0  | 1-3  |
| Wolfsburg II           | 0-0  | 1-1  | 2-0  | 3-0  | 1-6  | 0-0  | 1-1  | 0-0  | 1-0  | 5-1  | 2-3  | 0-4  | 1-1  | 2-2  | 0-2  | 2-1  | 0-1  | –––– | 1-3  |
| Wuppertal              | 4-3  | 0-1  | 0-4  | 1-0  | 1-0  | 1-0  | 0-0  | 2-1  | 4-1  | 1-1  | 0-2  | 1-1  | 1-0  | 0-1  | 1-2  | 1-0  | 1-0  | 1-0  | –––– |

### Classifica marcatori
| Gol | Rigori |  | Giocatore            | Squadra                |
| --- | ------ |  | -------------------- | ---------------------- |
| 24  | 0      |  | Ahmet Kuru           | Eintracht Braunschweig |
| 20  | 0      |  | Giovanni Federico    | Colonia II             |
| 20  | 1      |  | Thomas Reichenberger | Osnabrück              |
| 17  | 2      |  | Alexander Löbe       | Paderborn              |
| 16  | 5      |  | Markus Feldhoff      | Osnabrück              |

## Regionalliga sud

### Squadre partecipanti
| Club              | Stagione | Città             | Stadio                                              | Stagione precedente              |
| ----------------- | -------- | ----------------- | --------------------------------------------------- | -------------------------------- |
| Aalen             | dettagli | Aalen             | Städtisches Waldstadion                             | 6° in Regionalliga sud           |
| Augusta           | dettagli | Augusta           | Rosenaustadion                                      | 4° in Regionalliga sud           |
| Bayern Monaco II  | dettagli | Monaco di Baviera | Grünwalder Stadion                                  | 1° in Regionalliga sud           |
| Coblenza          | dettagli | Coblenza          | Stadion Oberwerth                                   | 1° in Oberliga sudovest          |
| Darmstadt         | dettagli | Darmstadt         | Grünwalder Stadion Stadion am Böllenfalltor         | 1° in Oberliga Assia             |
| Elversberg        | dettagli | Elversberg        | Waldstadion an der Keiserlinde                      | 12° in Regionalliga sud          |
| Feucht            | dettagli | Feucht            | Sportanlage Feucht                                  | 8° in Regionalliga sud           |
| Hoffenheim        | dettagli | Sinsheim          | Stadio Dietmar Hopp                                 | 5° in Regionalliga sud           |
| Jahn Ratisbona    | dettagli | Ratisbona         | Jahnstadion                                         | 16° in 2. Bundesliga             |
| Kickers Offenbach | dettagli | Offenbach am Main | Jahnstadion Stadion am Bieberer Berg                | 13° in Regionalliga sud          |
| Magonza II        | dettagli | Magonza           | Stadion am Bruchweg                                 | 14° in Regionalliga sud          |
| Monaco 1860 II    | dettagli | Monaco di Baviera | Grünwalder Stadion                                  | 1° in Bayernliga                 |
| Nöttingen         | dettagli | Remchingen        | Panoramastadion                                     | 1° in Oberliga Baden-Württemberg |
| Pfullendorf       | dettagli | Pfullendorf       | Leimbachstadion Waldstadion an der Kasernenstraße   | 10° in Regionalliga sud          |
| Siegen            | dettagli | Siegen            | Leimbachstadion                                     | 16° in Regionalliga sud          |
| Stoccarda II      | dettagli | Stoccarda         | Gazi-Stadion auf der Waldau Robert-Schlienz-Stadion | 11° in Regionalliga sud          |
| Kickers Stoccarda | dettagli | Stoccarda         | Gazi-Stadion auf der Waldau                         | 9° in Regionalliga sud           |
| Wehen             | dettagli | Taunusstein       | Am Halberg                                          | 7° in Regionalliga sud           |

### Classifica finale
|  | Pos. | Squadra           | Pt | G  | V  | N  | P  | GF | GS | DR  |
|  | ---- | ----------------- | -- | -- | -- | -- | -- | -- | -- | --- |
|  | 1.   | Kickers Offenbach | 67 | 34 | 21 | 4  | 9  | 62 | 36 | +26 |
|  | 2.   | Siegen            | 64 | 34 | 18 | 10 | 6  | 52 | 29 | +23 |
|  | 3.   | Wehen             | 63 | 34 | 19 | 6  | 9  | 55 | 38 | +17 |
|  | 4.   | Augusta           | 61 | 34 | 17 | 10 | 7  | 62 | 36 | +26 |
|  | 5.   | Darmstadt         | 54 | 34 | 16 | 6  | 12 | 50 | 33 | +17 |
|  | 6.   | Bayern Monaco II  | 52 | 34 | 14 | 10 | 10 | 51 | 38 | +13 |
|  | 7.   | Hoffenheim        | 50 | 34 | 14 | 8  | 12 | 57 | 49 | +8  |
|  | 8.   | Jahn Ratisbona    | 48 | 34 | 13 | 9  | 12 | 47 | 46 | +1  |
|  | 9.   | Kickers Stoccarda | 47 | 34 | 12 | 11 | 11 | 48 | 43 | +5  |
|  | 10.  | Elversberg        | 44 | 34 | 11 | 11 | 12 | 45 | 55 | -10 |
|  | 11.  | Coblenza          | 43 | 34 | 10 | 13 | 11 | 43 | 38 | +5  |
|  | 12.  | Aalen             | 43 | 34 | 12 | 7  | 15 | 41 | 59 | -18 |
|  | 13.  | Stoccarda II      | 42 | 34 | 11 | 9  | 14 | 55 | 57 | -2  |
|  | 14.  | Feucht            | 42 | 34 | 12 | 6  | 16 | 42 | 49 | -7  |
|  | 15.  | Monaco 1860 II    | 40 | 34 | 11 | 7  | 16 | 39 | 44 | -5  |
|  | 16.  | Pfullendorf       | 36 | 34 | 11 | 3  | 20 | 36 | 64 | -28 |
|  | 17.  | Magonza II        | 33 | 34 | 8  | 9  | 17 | 29 | 46 | -17 |
|  | 18.  | Nöttingen         | 16 | 34 | 3  | 7  | 24 | 29 | 83 | -54 |

Legenda:
      Promosso in 2. Bundesliga 2005-2006.
      Retrocessi in Oberliga 2005-2006.
Regolamento:
Tre punti a vittoria, uno a pareggio, zero a sconfitta.
In caso di arrivo di due o più squadre a pari punti, la graduatoria finale verrà stilata secondo la classifica avulsa tra le squadre interessate che prevede, in ordine, i seguenti criteri:
- Punti negli scontri diretti
- Differenza reti negli scontri diretti
- Differenza reti generale
- Reti realizzate in generale
- Sorteggio

### Tabellone
Ogni riga indica i risultati casalinghi della squadra segnata a inizio della riga, contro le squadre segnate colonna per colonna (che invece avranno giocato l'incontro in trasferta). Al contrario, leggendo la colonna di una squadra si avranno i risultati ottenuti dalla stessa in trasferta, contro le squadre segnate in ogni riga, che invece avranno giocato l'incontro in casa.
|                     | Aal  | Aug  | Bay  | Cob  | Dar  | Elv  | Feu  | Hof  | Jah  | Kic  | Mag  | Mon  | Not  | Pfu  | Sie  | Sto  | Stu  | Weh  |
| ------------------- | ---- | ---- | ---- | ---- | ---- | ---- | ---- | ---- | ---- | ---- | ---- | ---- | ---- | ---- | ---- | ---- | ---- | ---- |
| Aalen               | –––– | 3-0  | 0-1  | 0-6  | 0-4  | 2-2  | 0-2  | 0-2  | 1-1  | 1-2  | 1-1  | 3-2  | 5-2  | 1-0  | 1-3  | 3-2  | 0-0  | 1-0  |
| Augusta             | 2-0  | –––– | 3-2  | 2-0  | 1-1  | 2-2  | 0-0  | 3-1  | 1-2  | 1-1  | 1-0  | 1-2  | 3-0  | 1-2  | 0-0  | 2-0  | 2-2  | 6-1  |
| Bayern Monaco II    | 2-0  | 0-1  | –––– | 0-0  | 1-1  | 4-0  | 2-1  | 2-0  | 1-1  | 2-0  | 0-0  | 4-2  | 2-2  | 1-0  | 3-0  | 2-1  | 2-4  | 0-0  |
| Coblenza            | 1-3  | 1-0  | 2-0  | –––– | 2-1  | 1-1  | 1-2  | 0-0  | 0-0  | 2-1  | 0-0  | 1-1  | 2-0  | 4-0  | 0-1  | 3-3  | 0-0  | 0-1  |
| Darmstadt           | 4-1  | 1-2  | 0-0  | 2-0  | –––– | 1-2  | 0-1  | 3-2  | 1-1  | 0-2  | 3-0  | 1-2  | 0-0  | 3-0  | 2-3  | 2-0  | 0-1  | 2-1  |
| Elversberg          | 1-1  | 0-1  | 0-1  | 2-0  | 0-0  | –––– | 1-2  | 0-0  | 3-2  | 1-3  | 3-0  | 1-0  | 2-0  | 0-0  | 1-1  | 1-0  | 2-2  | 1-3  |
| Feucht              | 1-3  | 1-3  | 0-3  | 1-2  | 0-3  | 4-3  | –––– | 2-0  | 1-2  | 2-3  | 2-0  | 2-0  | 2-1  | 0-1  | 0-2  | 1-1  | 1-3  | 0-1  |
| Hoffenheim          | 5-1  | 2-0  | 3-3  | 1-3  | 1-0  | 5-1  | 2-4  | –––– | 5-1  | 0-1  | 1-0  | 1-1  | 1-1  | 2-1  | 3-0  | 4-3  | 2-1  | 0-2  |
| Jahn Regensburg     | 3-0  | 2-2  | 2-0  | 2-1  | 0-1  | 1-2  | 1-0  | 1-1  | –––– | 1-2  | 1-1  | 0-2  | 4-1  | 2-4  | 1-0  | 0-2  | 0-0  | 1-0  |
| Kickers Offenbach   | 2-1  | 3-1  | 3-1  | 0-0  | 0-1  | 2-3  | 3-1  | 6-2  | 1-2  | –––– | 0-1  | 2-0  | 3-1  | 5-0  | 1-1  | 1-1  | 2-0  | 1-2  |
| Magonza II          | 0-0  | 1-2  | 1-1  | 0-2  | 2-1  | 1-0  | 0-3  | 1-1  | 1-3  | 0-1  | –––– | 2-0  | 0-1  | 3-1  | 2-1  | 1-1  | 2-1  | 1-3  |
| Monaco 1860 II      | 0-1  | 1-2  | 1-1  | 3-0  | 0-1  | 2-3  | 1-1  | 2-0  | 0-2  | 1-0  | 3-2  | –––– | 4-0  | 1-0  | 0-2  | 2-0  | 2-0  | 0-1  |
| Nottingen           | 0-1  | 0-6  | 0-4  | 1-1  | 2-3  | 1-1  | 0-0  | 0-3  | 0-3  | 1-2  | 2-1  | 3-1  | –––– | 0-3  | 3-4  | 3-3  | 0-3  | 2-3  |
| Pfullendorf         | 3-1  | 0-4  | 0-3  | 0-0  | 0-2  | 0-1  | 2-1  | 0-2  | 2-1  | 0-1  | 1-0  | 2-1  | 2-0  | –––– | 1-3  | 4-2  | 1-4  | 3-3  |
| Siegen              | 3-3  | 0-0  | 2-1  | 2-1  | 1-0  | 2-0  | 2-0  | 0-1  | 1-1  | 2-1  | 1-1  | 0-0  | 4-0  | 4-1  | –––– | 3-0  | 0-0  | 2-0  |
| Stoccarda II        | 0-1  | 1-3  | 2-1  | 3-3  | 3-1  | 5-2  | 1-1  | 2-1  | 4-0  | 1-2  | 3-2  | 2-2  | 1-0  | 4-1  | 1-0  | –––– | 3-2  | 0-1  |
| Stuttgarter Kickers | 0-1  | 3-3  | 2-1  | 3-3  | 1-3  | 2-2  | 1-2  | 2-1  | 2-1  | 1-2  | 0-2  | 0-0  | 3-1  | 2-1  | 0-0  | 2-0  | –––– | 0-1  |
| Wehen               | 2-1  | 1-1  | 4-0  | 2-1  | 1-2  | 4-1  | 1-1  | 2-2  | 3-2  | 2-3  | 2-0  | 3-0  | 3-1  | 2-0  | 0-2  | 0-0  | 0-1  | –––– |

### Classifica marcatori
| Gol | Rigori |  | Giocatore      | Squadra           |
| --- | ------ |  | -------------- | ----------------- |
| 21  | 1      |  | Patrick Helmes | Siegen            |
| 18  | 2      |  | Vitus Nagorny  | Elversberg        |
| 17  | 0      |  | Mark Römer     | Augusta           |
| 16  | 4      |  | Suat Türker    | Kickers Offenbach |
| 15  | 1      |  | Mario Gómez    | Stoccarda II      |
| 15  | 0      |  | Sascha Maier   | Pfullendorf       |